# Guarda Nacional (El Salvador)

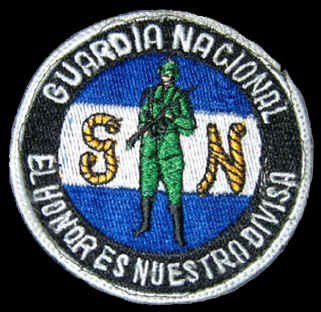
Estampa da Guarda Nacional

Guarda Nacional (em castelhano:  Guardia Nacional) foi a gendarmeria nacional de El Salvador.
A Guarda Nacional de El Salvador foi fundada em 1912 pelo presidente Dr. Manuel Enrique Araujo como um ramo do exército salvadorenho para policiar áreas rurais. Foi reorganizada em uma força civil separada, baseada na Guarda Civil Espanhola, e serviu durante a Guerra do Futebol. A Guarda Nacional desenvolveu uma reputação de brutalidade policial e de violações de direitos humanos durante a Guerra Civil Salvadorenha, e foi dissolvida em 16 de janeiro de 1992 como parte dos Acordos de Paz de Chapultepec para encerrar a guerra civil.